# Sebők Ágota
Grendel Ágota (eredeti neve: Sebők Ágota) (Pozsony, 1953. szeptember 22. –) szlovákiai magyar újságíró, Grendel Lajos felesége.

## Életpályája
Szülei: Sebők Ince és Szakál Mária voltak. 1971–1976 között a pozsonyi Komensky Egyetem Bölcsészettudományi Karának hallgatója volt. 1977–1982 között a Nő szerkesztő-riportere, 1989–1991 között pedig főszerkesztője volt. 1982–1989 között a Barátnő szerkesztőjeként dolgozott. 1991–1993 között a miniszterelnök-helyettes sajtószóvívője volt. 1993-tól öt évig volt a Kalligram Kiadó Visegrád című sorozatának felelős szerkesztője. 1998–1999 között az Új Szó főszerkesztő-helyettese, 1999–2002 között főszerkesztője volt. 2002–2003 között az Új Nő szerkesztő-riportere volt. 2003 óta az Ifjú Szivek Magyar Táncegyüttes igazgatója.

## Magánélete
1974-ben házasságot kötött Grendel Lajossal. Két gyermekük született: Zsuzsa (1977) és Gábor (1980).